# Политцер, Хью Дейвид
Хью Дейвид Политцер (англ. Hugh David Politzer; род. 31 августа 1949, Нью-Йорк, США) — американский физик-теоретик, лауреат Нобелевской премии по физике в 2004 году (совместно с Дейвидом Гроссом и Фрэнком Вилчеком) «за открытие асимптотической свободы в теории сильных взаимодействий».

## Биография
Родился во врачебной еврейской семье; его родители — хирург Алан Политцер (1910—2002) и Валери Тамар Политцер (1916—2009) — перебрались в США после Второй мировой войны. Окончил в 1966 году школу в Бронксе. Степень бакалавра он получил в 1969 году в университете Мичигана. Степень доктора в 1974 году в Гарвардском университете, где его научным руководителем был Сидни Коулман. В первой своей опубликованной статье, вышедшей в 1973 году, Политцер описал явление асимптотической свободы — при сближении кварков друг с другом сильное взаимодействие ослабляется. Когда кварки находятся очень близко друг к другу, силы взаимодействия между ними становятся настолько малы, что они ведут себя как свободные частицы. Это явление, независимо открытое также Гроссом и Вилчеком в Принстонском университете, сыграло ключевую роль в развитии квантовой хромодинамики — теории сильного взаимодействия.
Дейвид Политцер и Томас Аппельквист (нем.) сыграли главную роль в предсказании существования чармония — элементарной частицы, состоящей из очарованного кварка и его античастицы. Экспериментаторы назвали эту частицу J/ψ-мезоном.
С 1974 по 1977 год Политцер был лауреатом стипендии Гарвардского общества. После этого он перешёл в Калтех, где до сих пор является профессором теоретической физики. В 1989 году он сыграл роль физика Роберта Сербера (участника манхэттенского проекта) в фильме «Толстяк и Малыш». В том же фильме Пол Ньюман сыграл генерала Лесли Гровса.